# Robert Ballard
Robert Duane Ballard, född 30 juni 1942, är en före detta officer i amerikanska flottan, forskare och oceanograf. Han ledde den expedition som 1985 hittade Titanicvraket. Han har därefter lett flera expeditioner och bland annat funnit vraken efter det tyska slagskeppet Bismarck år 1989 och USS Yorktown som hittades 19 maj 1998.
Asteroiden 11277 Ballard är uppkallad efter honom.